# 撞擊事件

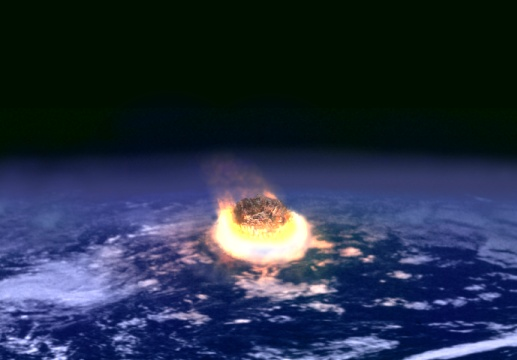
藝術家筆下的星體撞擊事件。地球受到一個直徑數公里小行星撞擊時釋放出的能量相當於數百萬個核武同時爆炸。

天文學上的撞擊事件（英語：Impact event）是指地球或其他行星和小行星、彗星等其他天體互相碰撞的事件。根據歷史記載，有數百個在特定地區造成死傷以及財物損失的小型撞擊事件（包含火流星爆炸）被記錄下來。在海洋發生的撞擊事件可能造成海嘯對海洋和海岸造成損害。
最近的一次重大撞擊事件發生在公元前的爱沙尼亚卡里，形成卡里隕石坑。
自從撞擊事件研究成為現在科學界的顯學後，在許多科幻作品中撞擊事件是重要的情節和背景知識。

## 撞擊物體積和撞擊頻率

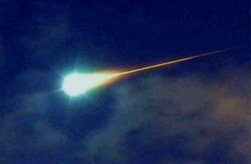
進入大氣層的火流星。

許多小天體經常和地球相撞。天體的體積和撞擊地球的頻率關係是逆相關。直徑約1公里的小行星平均50萬年撞擊地球一次。較大物體的撞擊，例如直徑5公里的天體平均大約每一千萬年撞擊地球一次。最近一次直徑10公里以上撞擊地球的天體是6500萬年前造成白垩纪-第三纪灭绝事件的天體。
直徑1米的小行星平均每天進入大氣層數次，而直徑5到10公尺的小行星平均一年進入地球大氣層一次，釋放能量約1萬5000噸黃色炸藥當量，相當於在廣島爆炸的小男孩原子彈。這些侵入的物體一般會在中间层爆炸，且大部份會被氣化。直徑約50公尺的小行星平均一千年撞擊地球一次，產生的爆炸相當於1908年通古斯大爆炸的能量。目前我們已知有一個直徑超過1公里的小行星，(29075) 1950 DA可能在2880年3月16日撞擊地球，但是杜林危險指數只估計未來一百年內可能撞擊地球的物體，因此對該天體並不適用。
直徑小於1公尺的天體被稱為流星體，如果落到地球表面則稱為隕石。一般預測每年有約500個隕石落到地球表面。但只有約5到6個可被發現並由科學家研究。

## 地球撞擊事件地質
地球曾經歷過週期性的突發災難性事件，部分是因為大型小行星和彗星撞擊造成。數個撞擊事件可能是造成劇烈氣候變化的原因，並造成大量生物滅絕。
月球的形成原因現在一般認為是因為地球形成早期受到巨大天體撞擊形成。在早期地球歷史中，撞擊事件既是創造性，也是毀滅性的。已有學說認為撞擊事件為地球帶來了水；也有部分科學家認為生命的起源所需要的有機化學物質是隨著撞擊地球的物體帶到地球表面，甚至有說法指某些種類的生命也是這樣進入地球，也就是所謂的外源論。

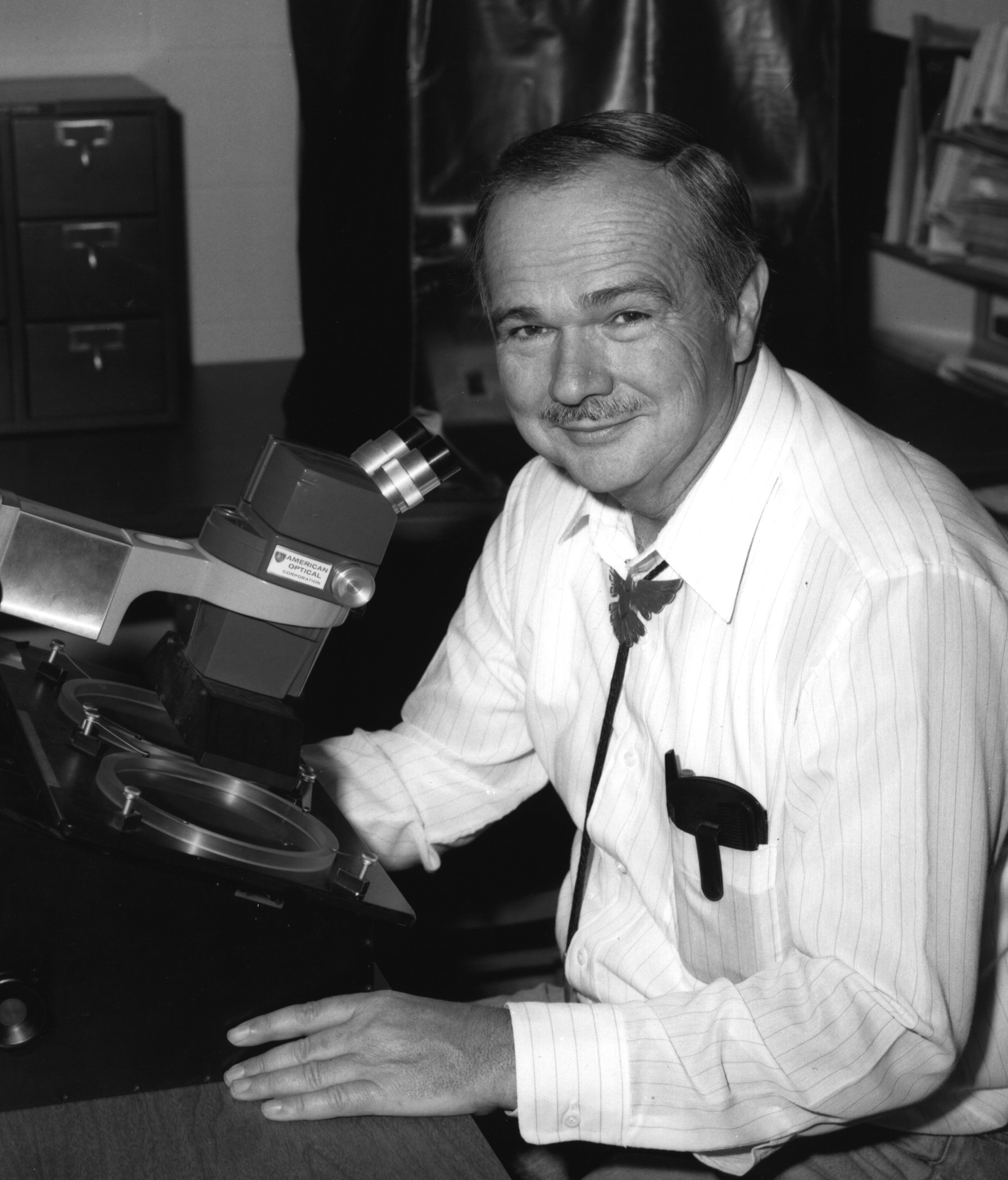
尤金·舒梅克首先證明隕石撞擊曾經對地球造成影響。

這些地球歷史的新觀點直到近年才出現，主要是因為缺乏直接觀察的證據，且隕石坑因為地球風化和侵蝕造成辨識困難。而且造成相當於亞利桑那州旗桿市東方巴林杰陨石坑規模的撞擊相當稀少。相反地，人們普遍認為像這樣的地形是因為火山活動形成；例如巴林傑隕石坑是因為史前火山活動造成，這是因為該隕石坑西方30公里的火山，聖弗蘭西斯科山脈讓前人做出了不合理的假設。同樣地，月球表面的撞擊坑也曾被認為是火山活動造成。
巴林傑隕石坑直到1903-1905年才被正確判定是隕石坑，且直到1963年才被尤金·舒梅克決定性的研究結果證明。20世紀晚期舒梅克等科學家的研究和太空探索確定了撞擊事件和撞擊坑在太陽系固態天體的表面是相當常見的地質過程。太陽系中每個被探測過的固態天體都曾被撞擊過，因此地球其實並不可能不被其他天體撞擊過。20世紀晚期數十年中有大量地球上的撞擊坑被辨識出來。其中最大的幾個隕石坑包含弗里德堡隕石坑（Vredefort Crater）、索德柏立盆地（Sudbury Basin）、希克蘇魯伯隕石坑和曼尼古根隕石坑。人類首次觀測的大規模撞擊事件則是發生在1994年的苏梅克-列维9号彗星撞擊木星，之後在地球上至今尚未能觀測到這樣的撞擊事件。
太空地質學家基於地球近鄰月球的表面坑洞形成速率判定自6億年前至今，地球曾經被至少60個直徑5公里以上的天體撞擊。這之中最小的撞擊能量也有十兆噸TNT 爆炸當量，並留下直徑95公里的撞擊坑。而曾真正爆炸過的核武器則是前蘇聯製造的爆炸當量五千萬噸TNT的沙皇炸彈。
小行星撞擊行星除了對地貌、氣候和生物造成直接影響以外，最近的研究發現也可以影響產生行星磁場的核心發電機機制，甚至可以摧毀行星的磁層。

## 最近的史前撞擊事件
除了每數千萬年發生一次的大型撞擊事件以外，有更多的小型撞擊事件發生，但留下痕跡規模較小；且地球表面侵蝕作用相當強烈，只有相對年代較近的撞擊事件證據會被發現。以下是一些較有名的例子：

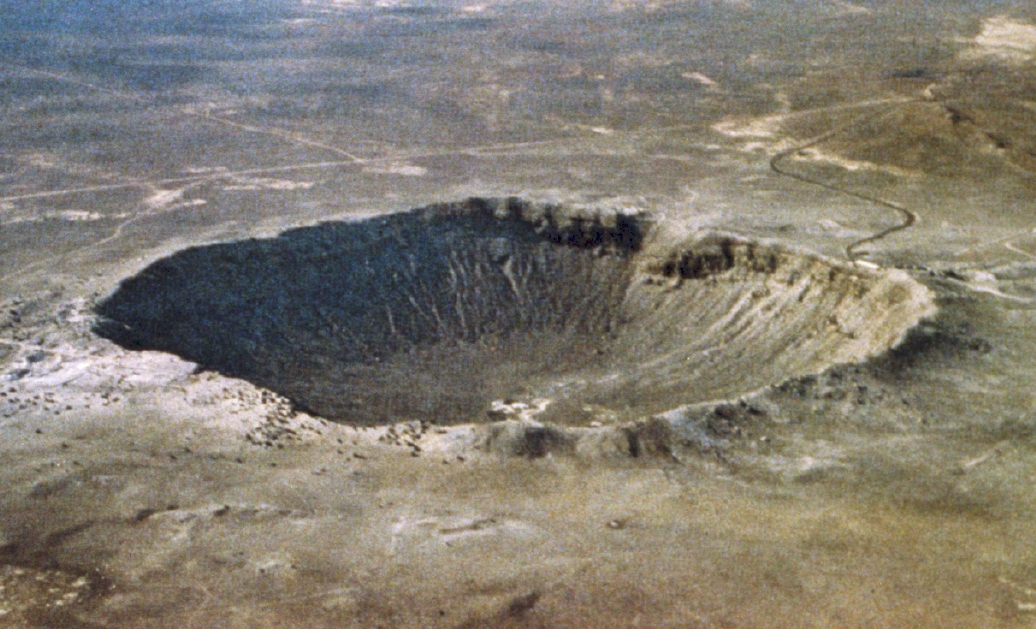
鳥瞰美國亞利桑那州巴林杰陨石坑。

- 位於美國的巴林杰陨石坑；世界第一個被確定的撞擊坑，年齡約5萬年。
- 位於阿根廷的里奧誇爾托隕石坑（Rio Cuarto craters），被認為是約1萬前一個小行星以極低角度撞擊地球造成。
- 位於印度的洛那隕石坑湖（Lonar crater lake），現位於一個有大量植物的副熱帶叢林中，年齡約52000年（雖然2010年出版的一篇論文認為該撞擊坑可能更古老）。
- 位於澳洲的亨伯里撞擊坑（Henbury craters，年齡約5000年）；和愛沙尼亞的卡里撞擊坑（Kaali crater，約2700年）可能是被撞擊前先分裂的隕石撞擊。

克洛維斯彗星假說認為約12,900年以前一個大彗星在北美洲五大湖北方勞倫泰冰原（Laurentide Ice Sheet）上空爆炸，甚至撞擊該冰原，使整個北美洲陷入大火之中。該理論試圖解釋為什麼北美洲大多數大型動物和北美石器時代文化克洛維斯文化在更新世結束時消失的原因。支持者宣稱在北美洲50個克洛維斯文化遺址發現了被火燒焦且富含碳的土層。該假說被部分學者批評不符合古印地安文化人口統計預測。研究撞擊事件的專家研究了該假說並提出沒有這類撞擊事件的結論，尤其是無法找到關於撞擊方面的證據。
最近的史前撞擊則是由包含任職於哥倫比亞大學位於紐約州帕利沙迪斯的拉蒙特－多赫提地球觀測所的科學家達拉絲·阿伯特的全新世撞擊工作群所提出的假說。該假說提出在馬達加斯加島南方外海有四個巨大的費南布西尖頂（Fenambosy Chevron），並且包含被來自宇宙撞擊影響造成的深海微化石和金屬混合物。所有的尖頂地形的尖端都朝向位於印度洋中部，新發現的伯克爾坑。該撞擊坑直徑29公里，是巴林傑隕石坑的25倍，位於3800公尺深的海底。
該團隊判定曾有一個大型小行星或彗星是在西元前2800-3000年之間撞擊地球並產生了高度至少180公尺的大海嘯。這個災難性的事件可能會影響人類文明的搖籃。如果該撞擊和年代撞擊的判斷正確，那麼小行星撞擊地球的機率將遠高於目前的估計。
樹輪年代學家麥克·貝利根據古代樹輪生長模式判定535–536年極端氣候事件是數個時間短暫的（通常5到10年）氣溫下降模式。在他的書Exodus to King Arthur: Catastrophic Encounters with Comets中他強調四個這樣的事件並認為這是因為彗星的碎片撞擊地球揚起的塵土遮蔽陽光所致。

## 現代撞擊事件
中國的記錄指出，1490年明朝時期在今日的庆阳市曾發生約10000人遭到如下雨的「落石」打死；部分天文學家認為這是一個大型小行星破碎事件。
卡米爾隕石坑（Kamil Crater）是經由Google地球的埃及衛星影像發現的；直徑45公尺，最深處約10公尺。是在3500年以內形成於人煙稀少的西部埃及。該撞擊坑於2009年2月19日被義大利科學家文森佐·德米切爾（Vincenzo de Michele）在Google地球的埃及東歐韋納特沙漠（East Uweinat Desert）影像中發現。
馬輝卡撞擊坑（Mahuika crater）可能是因為一個最近的撞擊事件造成。該撞擊坑位於紐西蘭南島南方外海斯奈尔斯群岛的南方（斯圖爾特島西南約120公里），直徑約20公里。經由研究來自Siple Dome的冰核樣本，判定該撞擊事件約發生在1443年。
阿拉伯的瓦巴隕石坑被認為是最近數百年內形成。

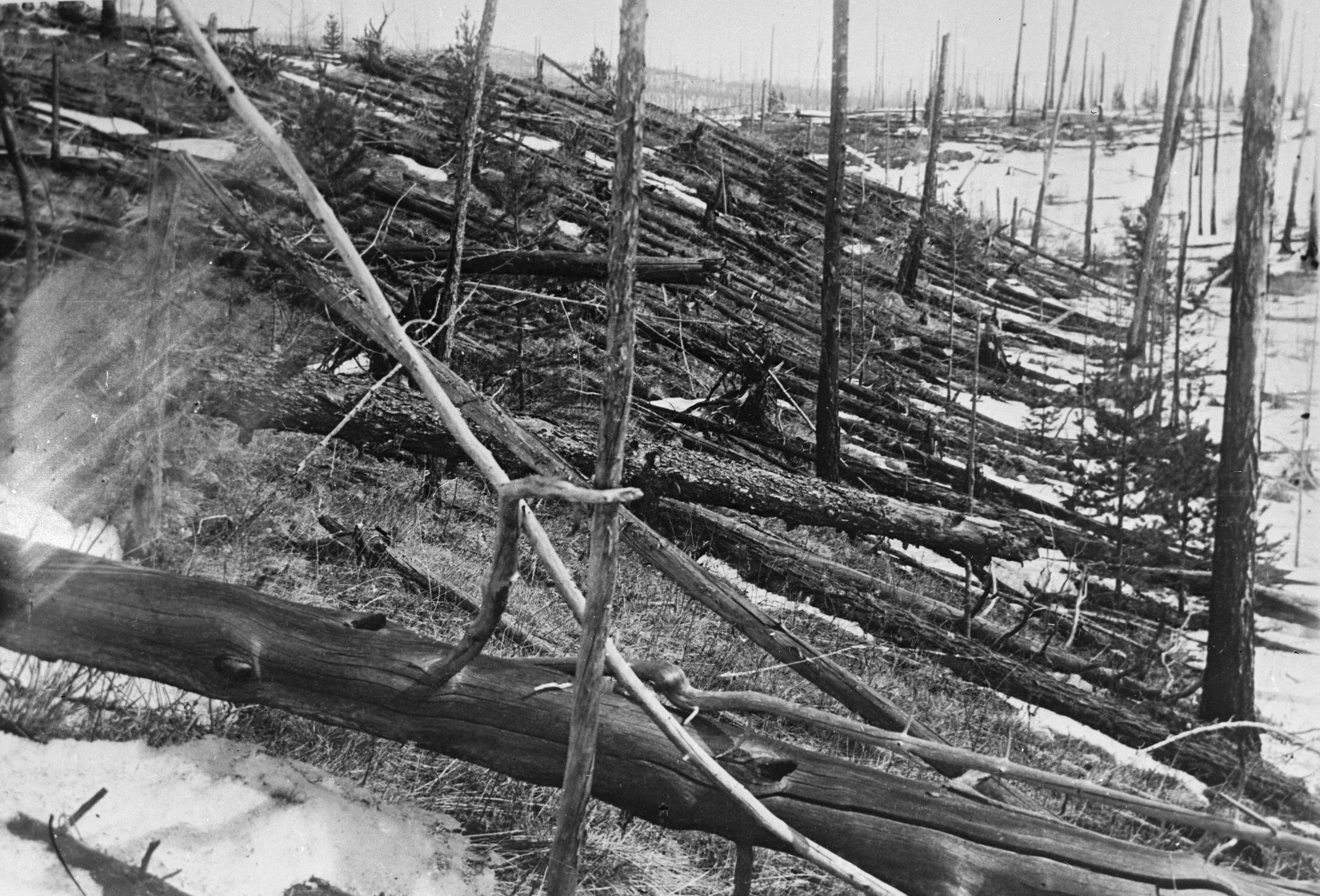
通古斯大爆炸中倒下的樹。

最有名的有紀錄撞擊事件是1908年發生在俄羅斯西伯利亞的通古斯大爆炸。該次爆炸事件可能是因為一個小行星或彗星在上空5到10公里高處爆炸，造成2150平方公里之內約8000萬棵樹倒下。
尤金·舒梅克在美國地質調查局任職期間開始估計地球受到外來物體撞擊的機率，並在廣島市原子彈爆炸以後約一年建議撞擊時產生的能量以小男孩原子彈釋放的能量為單位估計。雖然這樣的估計可以明確表示撞擊規模，但仍有許多撞擊事件遭到忽略的理由：地球表面大部分是海洋，且部份陸地並不適合人類等生物居住，以及部分爆炸發生在高海拔區；因此雖然撞擊時會發出強光和巨大聲音，卻不會造成巨大傷亡；但有些會被觀察到。著名的例子包含了1947年落在俄羅斯遠東濱海邊疆區的老爺嶺隕石；以及1965年撞擊在加拿大卑詩省瑞福斯多克雪地上的火球。
有少數隕石墜落被自動攝影機錄下，並可經由計算推估出落點。第一個例子是1959年落在捷克普利布蘭的隕石。該次撞擊中有兩個照相機拍攝到該隕石落下時的火球；這兩個照相機的影像被用來推估隕石撞擊地點和首度計算出隕石的精確軌道。
普利布蘭隕石落下之後，其他國家也建立了研究落下隕石的自動觀測系統。其中一個就是由史密松天体物理台在1963至1975年在美國中西部進行的「草原網路」（Prairie Network）計畫。該計畫也觀測到一個被稱為「失落城市」（Lost City）的球粒隕石，讓研究人員得以推算出其軌道。加拿大在1971至1985年也執行隕石觀察和發現計畫（Meteorite Observation and Recovery Project）。並在1977年發現Innisfree隕石。最後，由發現普利布蘭隕石的原始捷克計畫衍生出的歐洲火球網路（European Fireball Network），也在2002年計算出軌道和發現「新天鵝堡」隕石。
唯一有報告的隕石撞擊傷亡事件是1911年埃及的一隻狗被奈克拉隕石打死，雖然該報告有爭議。該隕石於1980年代被判定是火星隕石。
首次人類被隕石打中是發生在1954年11月30日美國阿拉巴馬州夕拉科加。有一個重約4公斤的石質球粒隕石撞破了安妮·霍奇斯家的屋頂後撞入她家的起居室，再彈跳至她的收音機上。霍奇斯本人被嚴重撞傷。有數人宣稱曾經被隕石打到，但至今並無明確證據，無法得到決定性結論。
1972年8月10日，有一顆流星在美國西南到加拿大的洛磯山脈被許多人目擊，這就是1972年白日大火球（The Great Daylight 1972 Fireball）。該流星被一位遊客以8釐米彩色錄影機在美國懷俄明州大蒂頓國家公園中錄影留下影像。該物體體積約有一台小汽車到一間房子大小，並有相當於廣島原子彈的能量，但並未發生任何爆炸。分析後發現該物體距離地表並未低於58公里，並且它掠過地球大氣層約100秒，再離開地球大氣層回到繞日軌道。
在2000年1月18日黑暗的凌晨，有一個巨大火球在加拿大育空的白馬市26公里高上空爆炸，照亮當地天空。產生該火球的隕石直徑約4.6公尺，重量約180公噸。該爆炸後來被科學頻道節目Killer Asteroids介紹，並有數個住在加拿大卑詩省阿特林的居民目擊並描述該次爆炸。

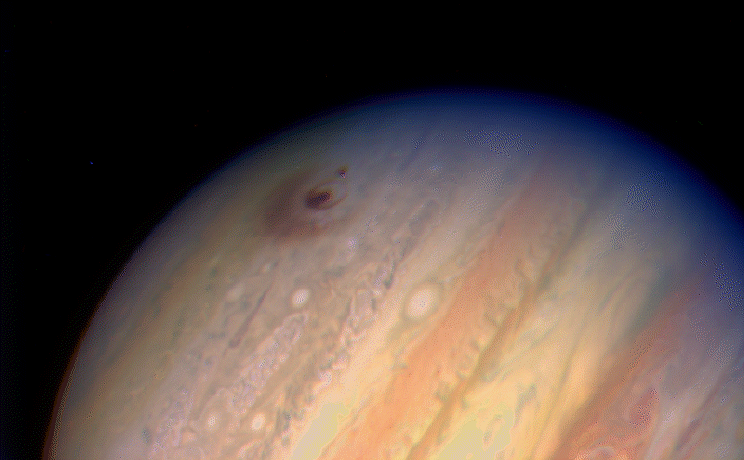
苏梅克-列维9号彗星撞擊木星後產生的黑斑，靠近木星圓盤的邊緣。

2006年6月7日在挪威觀測到一顆隕石掉落在特罗姆斯郡挪德麗莎的瑞瑟达伦（Reisadalen）。雖然目擊者一開始報告該次撞擊造成的火球相當於廣島市原子彈爆炸能量；但科學家分析撞擊地點後認為爆炸能量相當於100到500公噸TNT爆炸當量，相當於小男孩原子彈能量的3%。
2007年9月15日，一顆球粒隕石墜落在秘魯西南靠近的的喀喀湖的卡藍卡斯附近村莊（卡藍卡斯撞擊事件）。該隕石落在一個充滿水的坑中，並在鄰近區域散發大量氣體。許多當地居民吸入氣體後感覺身體不適，應是撞擊後散短時間內散發有毒氣體。
2009年11月21日有一個火球被南非的警用和交通攝影機拍攝下來。這個可能是流星的物體被認為落在南非和波札那邊界一帶的偏遠地區，並可能產生了一次小規模撞擊。
許多撞擊事件發生時在地面上並未被觀測到。美國的飛彈早期預警衛星在1975至1992年觀測到有136個在高層大氣中的大型爆炸事件。2002年11月21日期刊《自然》的編輯，西安大略大學的彼得·布朗教授報告了關於美國飛彈早期預警衛星8年紀錄的研究成果。報告中他指出有300個直徑1到10公尺流星造成的爆炸；並且他預測造成通古斯大爆炸的流星體大約平均400年撞擊一次。尤金·舒梅克則預測造成通古斯大爆炸的天體平均300年撞擊一次，雖然最近的分析認為他誇大了一個數量級。
1994年苏梅克-列维9号彗星撞擊木星的事件等於是對人類的一個「警鐘」，天文學家們因此開始進行許多尋天計劃開始尋找小行星，例如林肯近地小行星研究小組、近地小行星追踪、洛厄爾天文台近地小行星搜尋計畫等其他計畫，因此大幅提升了小行星的發現率。
1998年觀測到兩顆彗星以相當近的距離接近太陽，第一顆彗星是在當年6月1日，翌日再發現第二顆。NASA網站上的一個影片可看到這兩顆彗星接近太陽後，太陽戲劇性地噴發出大量物質（可能和撞擊無關）。這兩顆彗星應是在撞擊太陽表面前就已蒸發。根據噴氣推進實驗室的科學家澤但尼克·瑟卡尼那（Zdeněk Sekanina）的研究，最近一次真正撞擊到太陽表面的事件是一顆「超級彗星」－霍華德-古門-米歇爾彗星（Comet Howard-Koomen-Michels）在1979年8月30日撞擊太陽（參見掠日彗星）。
2008年10月7日，一個編號2008 TC3的小行星當接近地球時被追蹤20小時，並在進入地球大氣層時在蘇丹上空爆炸。這是首次有物體在進入地球大氣層以前被偵測到，而它的數百個隕石碎片散佈在努比亞沙漠。
2009年7月19日，一位業餘天文學家在木星的南半球發現了一個新形成的地球大小黑斑。熱紅外線分析發現該區域溫度較周圍高，且在光譜中發現了氨。噴氣推進實驗室的科學家確定在2009年發生了另一次撞擊事件，可能是因為尚未發現的小型彗星或其他以冰組成的天體撞擊造成。

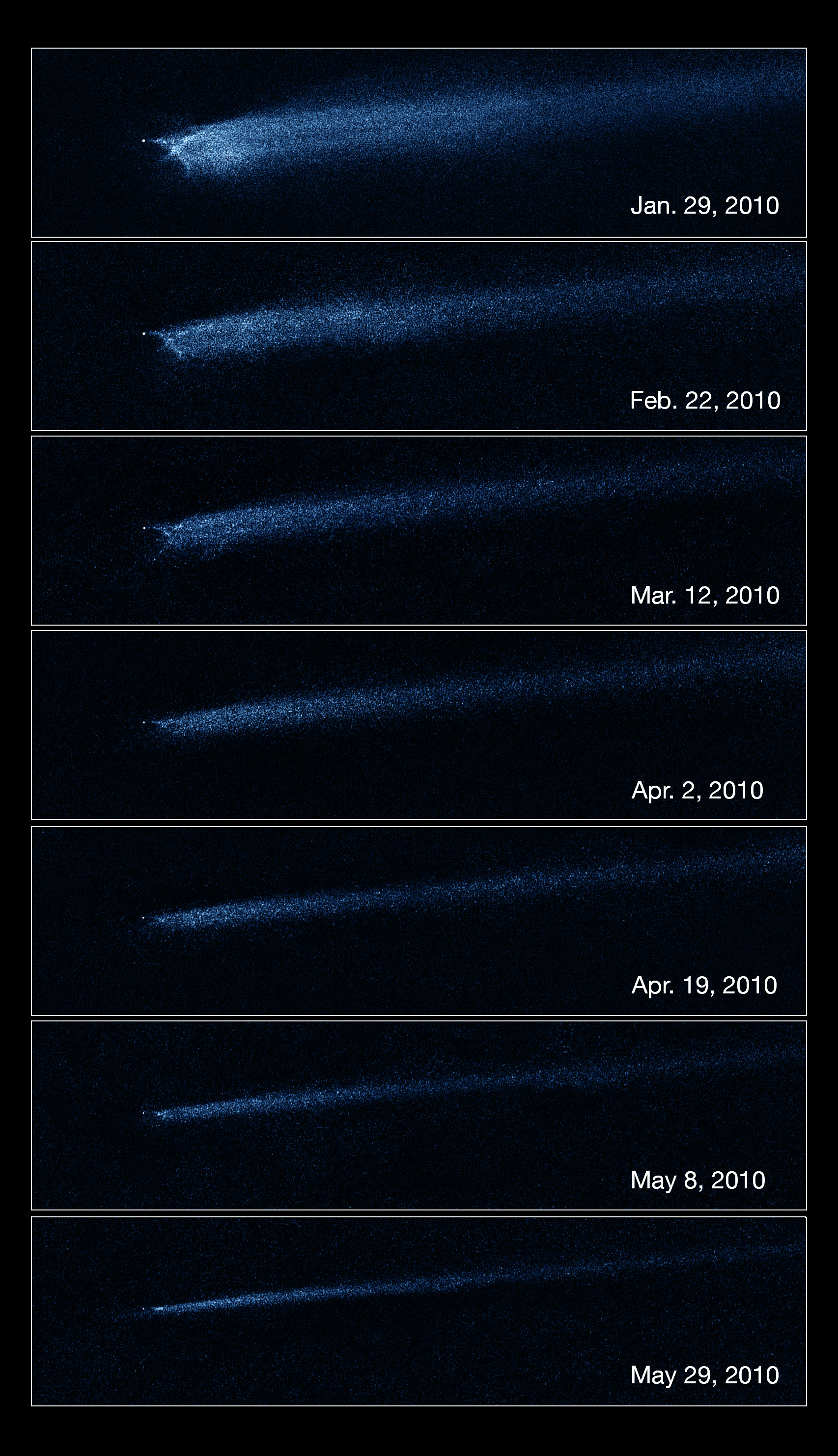
哈伯太空望遠鏡的第三代廣域照相機拍攝了來自小行星P/2010 A2的碎片緩慢變化過程。該小行星可能和更小的小行星撞擊。

2010年5月到6月，哈伯太空望遠鏡的第三代廣域照相機拍攝了小行星P/2010 A2和另一顆更小的小行星撞擊後的不規則X形殘骸影像。

## 生物集群滅絕和撞擊事件
過去5.4億年間已經有五次大型滅絕事件被廣泛接受，而且每次平均滅絕地球至少一半物種。規模最大的滅絕事件則是發生在2億5千萬年前，二疊紀結束時的二叠纪-三叠纪灭绝事件，造成地球上90%的生物滅絕；滅絕事件發生後三千萬年地球上的生物數量才恢復至滅絕發生前的多樣性。可能造成該次滅絕事件的撞擊坑其年齡仍不明晰，該撞擊坑即為貝德奧高地，但該撞擊坑是否與滅絕事件有關仍有爭議。最近一次的大規模滅絕事件則是巨型隕石於6500萬年前撞擊地球造成恐龍滅絕的白垩纪-第三纪灭绝事件。至今仍無其他決定性證據可證明其他四個滅絕事件與撞擊事件相關。
1980年物理學家路易斯·沃爾特·阿爾瓦雷茨（Luis Walter Alvarez）與他身為地質學家的兒子沃爾特·阿爾瓦雷茨（Walter Alvarez），以及柏克萊加州大學的兩位核化學家弗蘭克·阿薩羅（Frank Asaro）、海倫·米歇爾（Helen Michel）發現在地殼某特定地層有不尋常的高濃度銥。銥是在地球表面相當罕見的元素，但在隕石中有相對較高的含量。根據年齡有6500萬年的「銥地層」（Iridium layer）在全世界的分布以及含量，阿爾瓦雷茨團隊估計是因為一顆直徑10到14公里的小行星撞擊地球。在K-T界線的含銥地層已經在全世界一百多個地方找到。多面體的衝擊石英（柯石英）是只在核武爆炸地點或大型撞擊事件發生處形成，而該礦物也在全世界30多個地點找到。而在這些地層上找到的煤煙和燃燒的灰燼也是一般值的數萬倍。
K-T界線地層中異常的鉻同位素比例也是撞擊理論的強力證據。鉻同位素比例在地球上是相當平均的，因此，鉻同位素比例異常跟銥含量異常高含量都可排除是火山作用引起。此外，在K-T界線量測到的鉻同位素比例相當類似於碳質球粒隕石中的量測結果。因此可能的撞擊務是碳質小行星或彗星，而彗星的組成物質相當類似於碳質球粒隕石。
這個全球性災難事件的最可信證據也許是發現了現稱為希克蘇魯伯隕石坑的大隕石坑。該撞擊坑位於墨西哥猶加敦半島，是被為墨西哥石油公司工作的兩位地球物理學家格倫·彭菲爾德（Glen Penfield）和湯尼·卡馬戈（Tony Camargo）發現。兩人的報告指出該環形結構可能是一個直徑約180公里的撞擊坑。其他研究人員發現白垩纪-第三纪灭绝事件僅約數千年就將恐龍消滅，而非先前認為的數百萬年。因此大多數科學家認為該次滅絕事件更可能是來自地球之外的撞擊事件影响，而非需要更長時間才能影響的火山或氣候變化。
近年在世界各地已經發現數個年代與希克蘇魯伯隕石坑大致相同的隕石坑。例如英國的銀坑隕石坑、烏克蘭的波泰士隕石坑、以及印度附近的濕婆隕石坑。這讓科學家認為希克蘇魯伯隕石坑是幾乎同時發生的數個撞擊事件的其中一個，相當類似1994年苏梅克-列维9号彗星分裂後撞擊木星的事件。
目前仍缺乏銥異常和衝擊石英證據支持二叠纪-三叠纪灭绝事件與撞擊事件有關，雖然現已發現威爾克斯地隕石坑和貝德奧高地等可能與該次滅絕事件相關撞擊坑。在二疊紀晚期所有陸塊都聚集為一塊超大陸盤古大陸，地球表面剩餘部份則是泛大洋。如果該撞擊事件是發生在海洋，而非陸地；將會形成較少衝擊石英（因為海洋地殼所含的二氧化矽相對較少）等物質。
雖然現在普遍認為是一個巨大撞擊事件結束了白堊紀，並產生了K-T界線上的富含銥地層，但是其他規模相當的撞擊殘留物顯示並未發生任何滅絕事件，且目前尚無撞擊事件和其他造成滅絕事件因素的關連。儘管如此，現在一般相信由撞擊事件造成的滅絕事件在地球歷史上是隨機事件。
古生物學家大卫·劳普和傑克·塞科斯基（Jack Sepkoski）提出大約每2600萬年就會發生一次滅絕事件，雖然很多是較小規模的。這使物理學家理查·A·穆勒（Richard A. Muller）提出假設認為滅絕事件可能是一個假想的太陽伴星「涅墨西斯」（Nemesis）會週期性擾動奥尔特云內的彗星，並使大量彗星進入內太陽系，增加地球被彗星撞擊的可能性。
的確，在地球早期歷史（約40億年前）中，因為早期太陽系內有大量原行星體等物質，當時的地球頻繁受到撞擊。這些撞擊事件可能是由直徑數百公里的小行星引起，產生的能量足以將地球的海洋全部蒸發。直到撞擊次數和規模大量減少後，地球上的生命才能演化。如果這樣的撞擊發生在現代，將會毀滅人類的文明。幸運的是，現在的太陽系內的大型天體已經比以前減少很多，而這樣的撞擊機率幾乎可以說是0；這是因為小行星帶和古柏帶內的大型小行星或彗星都在穩定的軌道上，並未進入內太陽系，更不可能和地球軌道相交，且沒有任何例外。
最為人所相信的月球形成理論是大碰撞說，是說地球早期可能曾經和一個火星大小的微型行星相撞。如果這理論成立的話，這將是地球遭受過最強烈的撞擊。一些行星特殊的自轉和自轉軸傾斜角可能也和此有關，例如金星的逆行自轉和天王星極大的自轉軸傾斜角都被認為可能是受到巨大的撞擊，而這也符合目前的太陽系和行星形成理論。但目前在金星和天王星仍缺乏相關證據可以證明巨大撞擊事件使行星的自轉模式改變。

## 人類文明的終結
撞擊事件經常被認為是造成人類文明終結的情景。2000年發現雜誌列出了可能的20個會造成人類文明終結的事件，撞擊事件被列為第一，即最可能發生。直到1980年代以前這個議題長期不受重視，直到發現了希克蘇魯伯隕石坑之後，而苏梅克-列维9号彗星撞擊木星以後讓大眾對此議題更加重視。

## 大眾文化
雖然太空星體撞擊地球的機會不高，但對社會大眾仍甚具影響，而不少流行文化產物中亦描述過撞擊事件。

### 社會態度
一個由皮尤研究中心和史密森尼雜誌於2010年4月21至26日的調查發現，有31%美國人相信小行星將於2050年撞擊地球，但也有61%美國人不相信。

### 動畫
機動戰士GUNDAM等一系列動畫中，太空居民點一方的武裝勢力，多度把小行星或拒絕合謀的另一座居民點，成為故事中恐怖活動或戰略轟炸的戲碼，也有意像徵現實可能發生的核戰。

### 科幻小說
許多科幻小說的情結也是以撞擊事件為中心。這其中最暢銷的可能是拉瑞·尼文和傑瑞·普耐爾合著的小說《魔王之鎚》（Lucifer's Hammer），但在中文圈影響最大可能是新井素子的《愛在地球毀滅時》。亞瑟·查理斯·克拉克的小說《與拉瑪相會》的內容則提到一個小行星在2077年撞擊義大利北部，之後建立了太空防衛計畫（Spaceguard Project），並且發現了太空船拉瑪號。1992年美國國會驅使NASA建立了尋找可能撞擊地球小行星的太空警衛巡天計畫，名字就來自於該小說中的計畫名稱。這使克拉克得到靈感，於1993年出版了《上帝之鎚》（The Hammer of God，或譯為天神之鎚）。至於和傳統撞擊事件故事情節不同的小說則是傑克·麥戴維（Jack McDevitt）於1999年出版的Moonfall；該小說內容則是一個巨大的以星際速度運行的彗星撞擊並摧毀月球的一部份，而撞擊後殘骸即將撞擊地球。尼文和普耐爾於1985年合著的小說Footfall內容則是外星生物引起的行星際戰爭後果是引起大規模的小行星撞擊地球，產生許多大型撞擊坑，許多生物面臨滅絕。儒勒·凡尔纳在他的小說《太阳系历险记》（Off on a Comet）則提到行星之間的撞擊。羅伯特·海萊因的小說怒月（The Moon is a Harsh Mistress）則是月球上的反抗軍以隕石當作武器攻擊鎮壓的地球政權。
同樣地，在科幻影集巴比倫5號（Babylon 5，或譯為五號戰星）的內容則是南爾星和半人馬星之間的戰爭中半人馬星使用了武器系統"Mass Drivers"推動一顆小行星撞擊南爾星造成該顆行星上大規模的生態破壞，使戰爭立即結束。

### 電影
一些災難片也以撞擊事件為背景：1951年電影當世界開始毀滅內容是兩個行星位於和地球撞擊的軌道上，較小的行星從地球近處經過，引起極大的災難；接著是較大的行星直接撞擊地球。1979年電影地球浩劫的內容是一個較小的小行星碎片和另一個較大的直徑8公里小行星撞擊地球，美國和前蘇聯的繞地球軌道核武發射平台發射核武射向小行星希望能改變小行星軌道化解危機。1998年則有兩部試圖阻止撞擊事件發生的美國電影上映；分別是试金石影片的世界末日和派拉蒙電影公司以及夢工廠的彗星撞地球，分別是要阻止小行星和彗星撞擊。兩部影片的內容都是以太空飛行器送核武摧毀天體。2008年美國廣播公司的迷你影集月殞天劫內容則是一個破碎的棕矮星碎片撞到月球，使月球進入與地球撞擊軌道。2011年電影世紀末婚禮亦以浪漫的美術風格描述一次導致世界末日的星體撞擊。2016年動畫電影你的名字則是近地彗星彗核分裂砸落村莊而造成的重大災害。2024年韓國影集《末日愚者》講述小行星即將衝撞地球，預示地球走向末日，人們經歷絕望時各種情感還有現象刻劃，在倒數的300天內，人類會如何是好。

### 電腦遊戲
史克威爾艾尼克斯所生產廣為人喜愛的RPG遊戲最終幻想VII的遊戲情節則圍繞著一個迫切的撞擊事件。遊戲中的主要反派賽菲羅斯會使用強力的黑魔術使一顆小行星軌道改變至和遊戲中的蓋亞星相撞的軌道。遊戲者必須要找到與黑魔術一樣強大的白魔術以改變小行星軌道。
知名的太空生存恐怖遊戲死亡空間則是以一顆行星的一大塊殘骸作結尾。該殘骸是為了採礦而以重力控制在軌道上，但因為失去重力控制而脫離軌道。該撞擊使行星上的採礦區被毀滅，甚至使行星的板塊分離。

## 宗教預言
聖經對哈米吉多頓的預言包含了撞擊事件。聖經中的茵陈預言暗示彗星或小行星撞擊地球使地球大氣層產生化學變化。理論中可能的發展是地球大氣層因為小行星或彗星進入大氣層甚至撞擊地球的「熱震波」使地球大氣層產生化學變化；使氧和氮產生反應形成氮氧化物，造成酸雨。聖經中茵陈使地球上三分之一飲用水變苦，無法飲用也許可用以上理論解釋。

## 延伸閱讀
- Alvarez, Luis W.; Alvarez, Walter; Asaro, Frank; Michel, Helen V. . Science. 1980-06-06, 208 (4448): 1095–1108  [2024-08-18]. Bibcode:1980Sci...208.1095A. ISSN 0036-8075. doi:10.1126/science.208.4448.1095. （原始内容存档于2022-05-30） （英语）.
- Benton, Michael J. . New York: Thames and Hudson. 2003. ISBN 050005116X.
- Blakeslee, Sandra. . The New York Times. 2006-11-14  [2024-08-18]. ISSN 0362-4331. （原始内容存档于2009-04-11） （美国英语）.
- Shukolyukov, A.; Lugmair, G. W. . Science. 1998-10-30, 282 (5390): 927–929  [2024-08-18]. Bibcode:1998Sci...282..927S. ISSN 0036-8075. PMID 9794759. doi:10.1126/science.282.5390.927. （原始内容存档于2023-12-06） （英语）.
- Smit, J.; Hertogen, J. . Nature. 1980-05, 285 (5762): 198–200  [2024-08-18]. Bibcode:1980Natur.285..198S. ISSN 0028-0836. doi:10.1038/285198a0. （原始内容存档于2023-05-04） （英语）.
- Stone, R., , National Geographic Magazine, 2008-08

## 外部連結
- EARTH IMPACTS from Greg Goebel's IN THE PUBLIC DOMAIN （页面存档备份，存于）
- Earth Impact Database （页面存档备份，存于）
- Earth Impact Effects Program （页面存档备份，存于）
- Nature journal video discussing historical impact event on Mars （页面存档备份，存于）
- Aerial Explorations of Terrestrial Meteorite Craters （页面存档备份，存于）
- All 172 confirmed meteor impact sites on earth, viewable in Google Earth (Largest, Most recent, Per continent, Including size indicator) （页面存档备份，存于）
- Impact Meteor Crater Viewer （页面存档备份，存于） Google Maps Page with Locations of Meteor Craters around the world
- Reorienting Western Society to Battle Impact Events （页面存档备份，存于） Jagiellonian University, Poland
- A comet or asteroid impact with the earth - How real is the threat? Bob Hawkes （页面存档备份，存于）
- arguing for a globally cooperative Earth Defense Initiative (EDI) （页面存档备份，存于）
- Traces of Catastrophe （页面存档备份，存于）
- GEOSIM - Information on impact processes and effects; 3-D-simulation （页面存档备份，存于）
- Down 2 Earth Impact Calculator （页面存档备份，存于） Interactive simulator showing size of craters on Google Maps
- Impact Site Map （页面存档备份，存于） Interactive map, with simple html drilldowns to Google satellite maps of impact sites.
- Judson L. Ahern, Univ. of Okla.: DETECTING BURIED IMPACT STRUCTURES: EARTH AND MARS - general interest article
- Shoemaker Levy 9 Wow Signal impact sequenz （页面存档备份，存于）
- Asteroid Impactor Reported over Indonesia （页面存档备份，存于）